# Vijftig pop of een envelop
Vijftig Pop Of Een Envelop was een radiospel dat vanaf 19 juli 1979 iedere donderdagmiddag tussen 13:00 en 15:00 uur (vanaf oktober 1984 tussen 12:00 en 14:00 uur) bij de TROS op Hilversum 3 en vanaf 5 december 1985 op Radio 3 werd uitgezonden als opvolger van het programma Boter, klaas en prijzen. Van 5 oktober 1992 tot 17 januari 1994 werd het uitgezonden op Radio 2 op maandagmiddag van 12:00 tot 14:00 uur. Naast het spel werd er muziek gedraaid waarbij ook de favoriete top 3 van een luisteraar. Weerman Jan Pelleboer hield om 13.30 uur, sinds oktober 1984 om 12.30 uur, een weerpraatje aan de telefoon met Tom Mulder. Hierbij werd het verwachte weer met een rapportcijfer van 1 tot 10 beoordeeld. 
Het spel werd gespeeld door Tom Mulder. Toen Mulder na zijn Radio 3 uitzendingen op 30 juni 1988 gedwongen moest vertrekken bij de TROS en overstapte naar het commerciële Cable One, werd Wim van Putten de nieuwe presentator van Vijftig pop of een envelop. Vanaf 28 juni 1990 werd Karel van Cooten de presentator. In de jaren dat Tom Mulder het programma voor de TROS op 3 presenteerde, was het met meer dan 3,5 miljoen luisteraars het best beluisterde radiospel ooit op de Nederlandse radio. Het programma heeft een doorstart gemaakt bij Radio 10 Gold en daar 250 pop of een envelop gedoopt.
Vanaf 19 juli 1979 was de begintune van het programma het nummer Doodletown Fifers van het Sauter-Finegan Orchestra, afkomstig van de LP New Directions in Music uit 1952.
Per aflevering moesten elk halfuur (kwart over en kwart voor het hele uur) in totaal vier kandidaten een vraag naar keuze over muziek, de actualiteit of een algemene vraag beantwoorden. Bij een goed antwoord (een fout antwoord kwam vrijwel nooit voor omdat Tom Mulder het antwoord vrijwel letterlijk vertelde als de kandidaat het niet wist) kon gekozen worden tussen vijftig gulden of uit een van de honderd enveloppen met een cijfer waarin een briefje zat met daarop de te winnen prijs. Zelden koos een kandidaat voor de vijftig gulden (pop) en indien dat wel het geval was probeerde Tom Mulder de kandidaat te bewegen alsnog een envelop te kiezen. Soms kon daar een mooie prijs in zitten, zoals een lingerieset ter waarde van 175 gulden, maar het kon ook een "flop" zijn. Een beroemde prijs was het hobbelpaard. De kandidaten kregen aan het eind van het spel steevast de gelegenheid om de groeten te doen aan "alle vrienden, kennissen en iedereen die ze vergeten waren".
Vanaf de Huishoudbeurs in de RAI in Amsterdam, vonden vaak live radio uitzendingen plaats door de TROS en werd het spel ter plekke gespeeld met de bezoekers van de beurs. 
Op 6 januari 2022 maakten AVROTROS en de NPO bekend dat het radioprogramma weer terug op de radio komt op het online radiostation van de NPO Sterren NL. De presentatie ligt in handen van Emilie Sleven.